# Aeroport Internacional de Phú Quốc

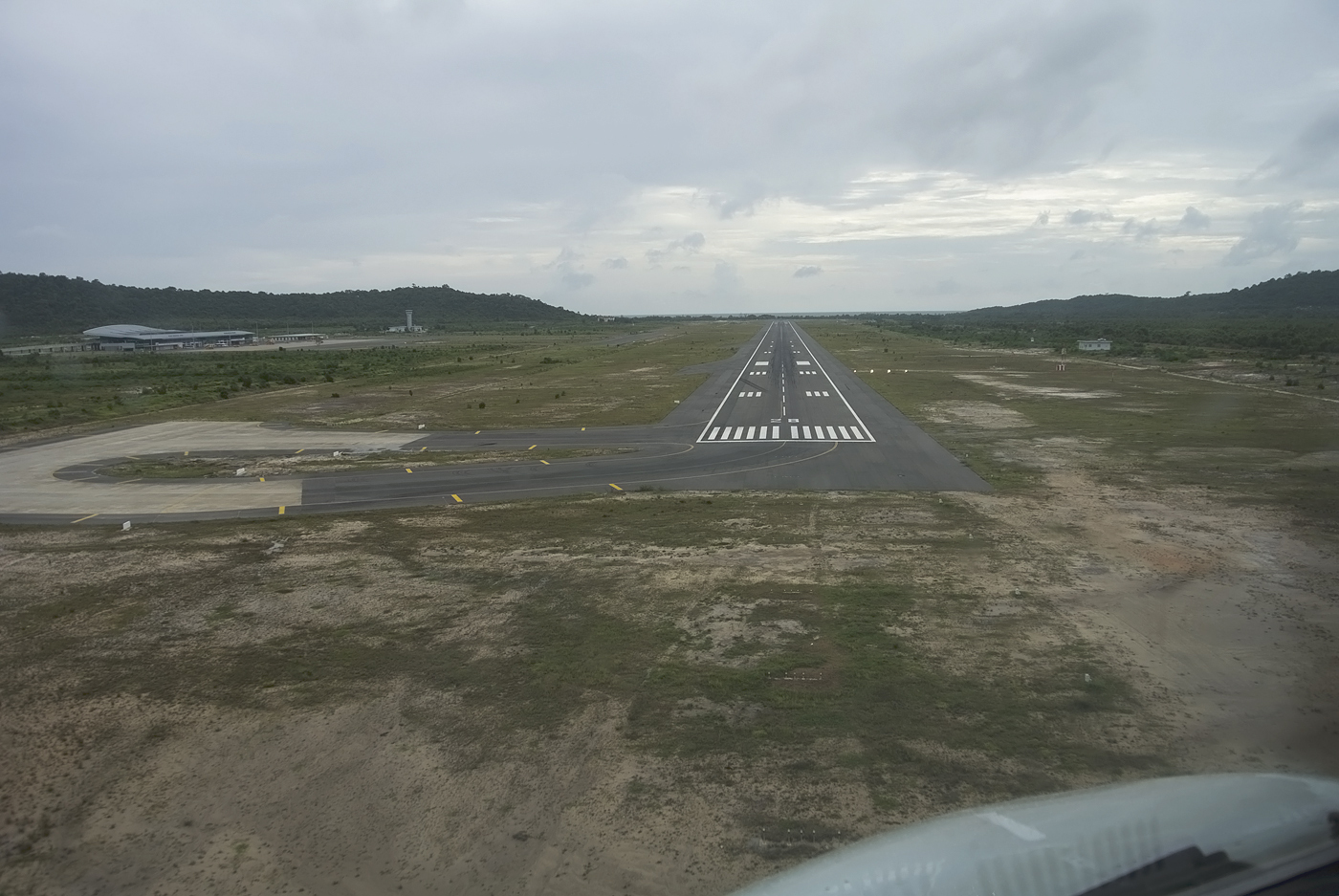
Vista de la pista d'aterratge de l'aeroport.

L'Aeroport Internacional de Phú Quốc (Cảng hàng không quốc tế Phú Quốc, Sân bay quốc tế Phú Quốc) és un aeroport en previsió de construcció a Phu Quoc, Kien Giang, a la República Socialista del Vietnam, situat a 340 km al nord-est de Ciutat Ho Chi Minh.